# Willacy County
Willacy County är ett administrativt område i delstaten Texas, USA, med 22 134 invånare (2010). Den administrativa huvudorten (county seat) är Raymondville. 

## Geografi
Enligt United States Census Bureau så har countyt en total area på 2 031 km². 1 546 av den arean är land och 487 km² är vatten.  

### Angränsande countyn
- Kenedy County - norr
- Mexikanska golfen - öster
- Cameron County - söder
- Hidalgo County - väster